# Narilya Gulmongkolpech

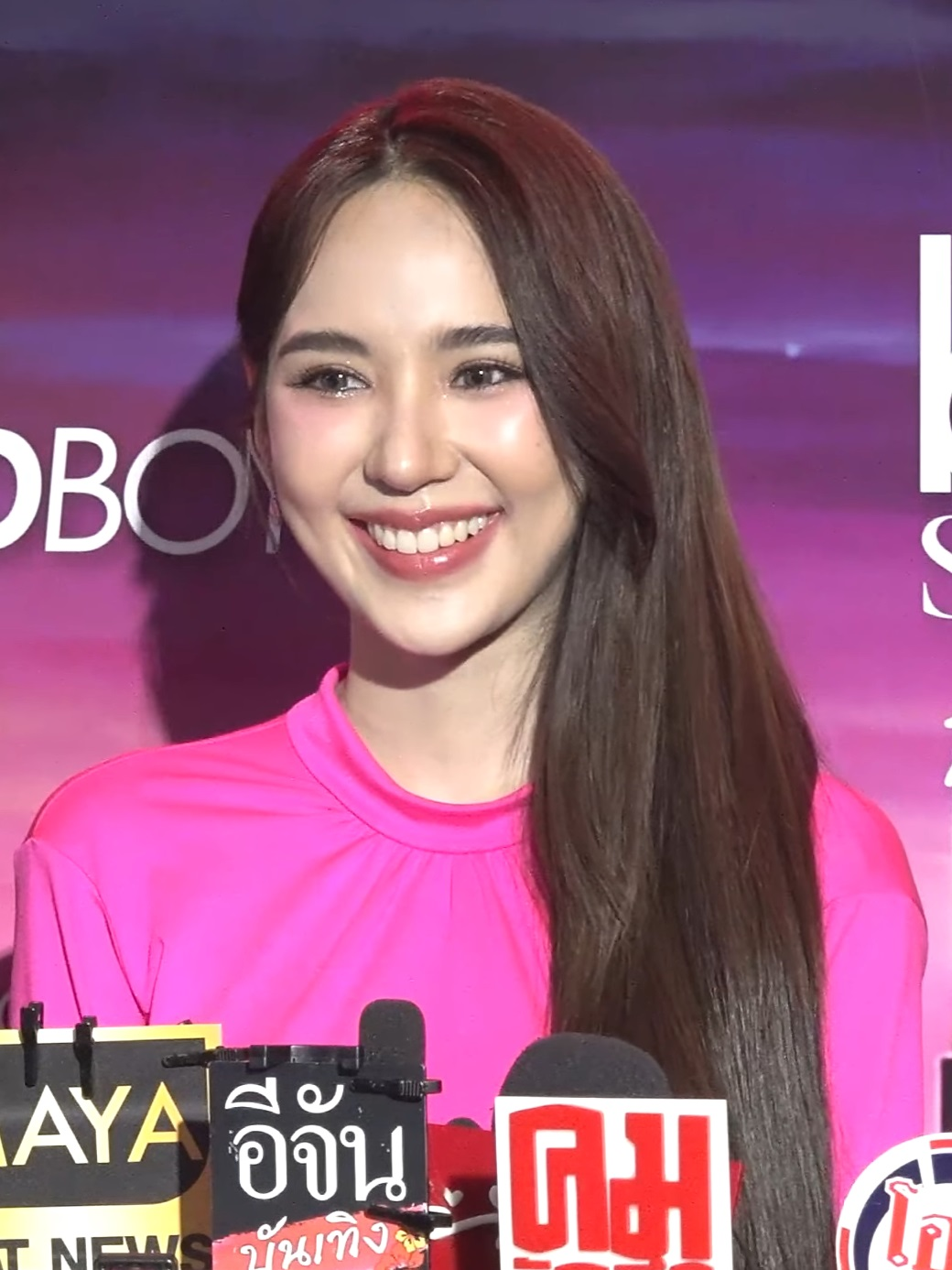
Narilya Gulmongkolpech

Narilya Gulmongkolpech (thailändisch นริลญา กุลมงคลเพชร; geboren am 26. März 2000 in Bangkok), Spitzname Yada (thailändisch: ญดา), ist eine thailändische Schauspielerin.

## Leben und Karriere
Narilya wurde am 26. März 2000 in Bangkok geboren. Sie studierte an der Universität Rangsit. Ihr Debüt gab sie 2014 in der Fernsehserie Love Sick The Series. Unter anderem trat sie 2016 in der Serie Naree Rissaya auf. Anschließend bekam sie 2021 in dem Film The Medium eine Hauptrolle. Außerdem wurde sie 2022 für den Film Postman gecastet. 2024 spielte Gulmongkolpech in der Serie Master of the House die Hauptrolle.

## Filmografie
Filme
- 2016: Sugar Café
- 2018: Make Money
- 2021: The Medium
- 2022: Postman

Serien
- 2014: Love Sick
- 2016: Bussaba Rae Fun
- 2016: Naree Rissaya
- 2020: The Gifted Detective
- 2020: The Seawave
- 2021: Sweet Secret
- 2021: Dark App
- 2022: The Wife
- 2023: Game Prattana
- 2023: The Cheery Lee, Village Headman
- 2023: Coin Digger
- 2024: Master of the House